# Wazonova
Wazonova (Prunus domestica 'Wazonova') je ovocný strom, kultivar druhu slivoň renklóda z čeledi růžovitých. 
Je samosprašná.

## Původ
Francie, registrace 1991. 

## Vlastnosti
Náročnější na stanoviště, preferuje chráněné polohy, živné propustné půdy zásobené vodou. Odolná proti nízkým teplotám.

### Růst a habitus
Roste bujně, později středně. Tvoří široce kulovitou korunu. Je náročná na udržovací řez, má sklon k vyholování.

## Květy
Kvete raně. Je samosprašná.

## Plod
Plod je kulatý, středně velký až velký. Slupka je zelená na osluněné straně červeně žíhaná nebo tečkovaná, modravě ojíněná. Dužnina zelenožlutá. Chuť velmi dobrá, sladká s mírnou nahořklou příchutí, dužnina jde od pecky. Plodí v polovině září.

## Choroby a škůdci
Odrůda Wazonova je středně odolná k šarce.